# Kratyń
Kratyń (ukr. Кратинь) – wieś na Ukrainie, w obwodzie czernihowskim, w rejonie czernihowskim, w hromadzie Ripky. W 2001 liczyła 139 mieszkańców.